# 相生町 (板橋區)
相生町（日语：／ Aioichō */?）是東京都板橋區的町名，為不設丁目的單獨町名。郵遞區號174-0044。
板橋區全域已實施住居表示。

## 地理
位於板橋區地理中央地區。北鄰蓮根，東北連坂下，東南通志村，南接中台，西南臨若木。町內有部分為工業用地，其餘為住宅區。南邊有首都高速道路高架橋通過，並設有中台出入口。

### 地形
此地為荒川低地的沖積層，全域大致平坦。

### 河川
- 蓮根川（暗渠）

## 歷史
廢藩置縣實施前屬武藏國豐島郡中台村。

### 沿革
- 1871年（明治4年）：廢藩置縣，編入東京府。實施大區小區制（日语：大区小区制）。
- 1878年（明治11年）：依據郡區町村編制法（日语：郡区町村編制法）設置北豐島郡，為東京府北豐島郡中台村。
- 1889年（明治22年）4月1日：市制町村制施行，與志村（日语：志村 (東京府)）合併，為東京府北豐島郡志村大字中台。
- 1932年（昭和7年）10月1日：東京府內市郡合併，板橋區成立，為東京府東京市板橋區志村中台町（1943年8月1日東京都制施行）。
- 1958年（昭和33年）：志村坂下小學校開校。
- 1963年（昭和38年）11月1日：實施住居表示，志村中台町部分區域成立相生町。

### 地名由來
脫離志村中台町時，為了祈求居民相互扶助、發展而命名。

## 戶數與人口
2017年（平成29年）12月1日的戶數與人口如下。
| 町丁   | 戶數    | 人口    |
| ------ | ------- | ------- |
| 相生町 | 2,070戶 | 4,497人 |

## 中、小學校學區
區立中、小學校學區如下。
| 番地    | 小學校                 | 中學校                 |
| ------- | ---------------------- | ---------------------- |
| 1～4番  | 板橋區立北前野小學校   | 板橋區立志村第四中學校 |
| 5～26番 | 板橋區立志村坂下小學校 | 板橋區立志村第四中學校 |

## 交通

### 鐵道
町內無車站，可利用以下路線。
- 東京都交通局
  - 都營地下鐵三田線：志村三丁目站（志村三丁目）、蓮根站（蓮根二丁目）

### 巴士
- 國際興業巴士（日语：国際興業バス）　※省略出入庫的區間運轉系統。
  - 中台二丁目、中台三丁目、志村小學校
    - 赤56：行經志村坂上往赤羽站西口、行經西台站往高島平操車場
      - 赤羽站方向往志村車庫的入庫車次（赤56-3系統）終點站為中台三丁目。

  - 相生橋
    - 赤02：行經志村三丁目站往赤羽站西口、行經大東文化大學往成增站北口
      - 成增站方向往志村車庫的入庫車次（赤02-2系統）終點站為志村三丁目站。

  - 志村消防署
    - 常01：往志村三丁目站、往常盤台站
    - 赤01：行經志村三丁目站往赤羽站西口、行經平和台站往練馬站　
      - ※平日早上班次「赤01-2系統」因通行環八通陸橋，不在此巴士站停車。

  - 環八高速下（舊稱：志村高校裏）
    - 赤56：行經志村坂上往赤羽站西口、行經西台站往高島平操車場

### 道路
- 首都高速5號池袋線：中台出入口
- 東京都道311號環狀八號線（日语：東京都道311号環状八号線）（環八通）
- 東京都道446號長後赤塚線（日语：東京都道446号長後赤塚線）
- 蓮根站前通（蓮根駅前通り）

## 設施
- 東京消防廳志村消防署（日语：東京消防庁第十消防方面本部）
- 板橋區立志村坂下小學校
- ROUND ONE（日语：ラウンドワン）板橋店

## 備註
1. 1 2  . 板橋区. 2017-12-01  [2017-12-11]. （原始内容存档于2017-12-11）.
2. 1 2  . 日本郵便.   [2017-12-11]. （原始内容存档于2017-12-12）.
3. ↑  . 総務省.   [2017-12-11]. （原始内容存档于2018-04-21）.
4. ↑  板橋区教育委員会『いたばしの地名』，1995年3月，P127。
5. ↑  . 板橋区. 2017-07-31  [2017-12-11]. （原始内容存档于2017-12-11）.

## 外部連結
- 板橋區官方網站 （页面存档备份，存于）